# لي تشانغ-سب
لي تشانغ-سب هو مغني كوري جنوبي وقائد فرقة بي تو بي،ولد في 26 فبراير 1991.